# Killian Sardella
Killian Sardella (Duffel, 2 mei 2002) is een Belgisch voetballer. Sardella is een verdediger die sinds het seizoen 2019/20 deel uit maakt van de A-kern van RSC Anderlecht.

## Clubcarrière
Sardella genoot zijn jeugdopleiding bij KVK Wemmel, FC Brussels en RSC Anderlecht. Bij FC Brussels speelde hij nog samen met Anouar Ait El Hadj, zijn latere ploegmaat bij Anderlecht. In de zomer van 2019 hevelde Vincent Kompany hem over naar de A-kern van Anderlecht. Op 9 augustus 2019 speelde hij zijn eerste officiële wedstrijd voor de Belgische recordkampioen: op de derde competitiespeeldag in de Jupiler Pro League tegen KV Mechelen (0-0) kreeg hij een basisplaats. Sardella speelde de volledige wedstrijd. Na zijn eerste seizoen bij de A-kern, waarin hij 20 wedstrijden in alle competities speelde, brak Anderlecht zijn contract open tot 2025.
In zijn tweede seizoen stond hij van midden december tot eind januari acht wedstrijden op rij in de basis, ten koste van meer ervaren spelers als Bohdan Mychajlytsjenko en Michael Murillo. Trainer Vincent Kompany speelde Sardella, die in de jeugd als controlerende middenvelder en later als centrale verdediger speelde, dat seizoen vooral uit als vleugelverdediger. Pas in zijn drie laatste wedstrijden van het seizoen werd hij weer in het centrum van de verdediging geposteerd.
In het seizoen 2021/22 ging Sardella, net als het seizoen daarvoor, in de fout op de openingsspeeldag: tegen Union Sint-Gillis schatte hij een crosspass van Jonas Bager naar Loïc Lapoussin verkeerd in, waardoor die Deniz Undav de 0-1 kon aanbieden. Sardella werd daarop op de korrel genomen door (een deel van) het Anderlecht-publiek en werd tijdens de rust gewisseld voor Michael Murillo. Sardella kreeg kort daarna nog twee basisplaatsen tegen KF Laçi in de Conference League, maar in de competitie moest hij even wachten op een nieuwe kans. Op 30 maart 2024 scoorde Sardella voor de eerste keer in zijn carrière in de hoogste klasse. Het was het enige doelpunt in de wedstrijd van Anderlecht tegen Royal Antwerp.

## Clubstatistieken
| Seizoen         | Club            | Land            | Competitie      | Competitie | Competitie | Beker | Beker | Supercup | Supercup | Europees | Europees | Totaal | Totaal |
| Seizoen         | Club            | Land            | Competitie      | Wed.       | Dlp.       | Wed.  | Dlp.  | Wed.     | Dlp.     | Wed.     | Dlp.     | Wed.   | Dlp.   |
| --------------- | --------------- | --------------- | --------------- | ---------- | ---------- | ----- | ----- | -------- | -------- | -------- | -------- | ------ | ------ |
| 2019/20         | RSC Anderlecht  | Vlag van België | Eerste klasse A | 18         | 0          | 2     | 0     | —        | —        | —        | —        | 20     | 0      |
| 2020/21         | RSC Anderlecht  | Vlag van België | Eerste klasse A | 16         | 0          | 1     | 0     | —        | —        | —        | —        | 17     | 0      |
| 2021/22         | RSC Anderlecht  | Vlag van België | Eerste klasse A | 5          | 0          | 1     | 0     | —        | —        | 2        | 0        | 8      | 0      |
| 2022/23         | RSC Anderlecht  | Vlag van België | Eerste klasse A | 16         | 0          | 0     | 0     | —        | —        | 6        | 0        | 22     | 0      |
| 2022/23         | RSCA Futures    | Vlag van België | Eerste klasse B | 3          | 3          | —     | —     | —        | —        | —        | —        | 3      | 3      |
| 2023/24         | RSC Anderlecht  | Vlag van België | Eerste klasse A | 34         | 1          | 2     | 0     | —        | —        | —        | —        | 36     | 1      |
| 2024/25         | RSC Anderlecht  | Vlag van België | Eerste klasse A | 14         | 0          | 1     | 0     | —        | —        | 6        | 0        | 21     | 0      |
| Carrière totaal | Carrière totaal | Carrière totaal | Carrière totaal | 106        | 4          | 7     | 0     | 0        | 0        | 14       | 0        | 127    | 4      |

Bijgewerkt op 12 september 2021.

## Interlandcarrière

### Jeugdelftallen
Sardella nam in mei 2019 met de Belgische U17 deel aan het EK -17 in Ierland. Hij speelde in alle vijf de wedstrijden mee en droeg in de laatste wedstrijd, de wedstrijd om de vijfde plaats tegen Hongarije, de aanvoerdersband.

### Rode Duivels
Op 11 november 2024 werd Sardella voor het eerst opgeroepen voor de Rode Duivels naar aanleiding van de UEFA Nations League-wedstrijden tegen Italië en Israël. Oorspronkelijk stond hij niet op de lijst, maar door een aantal blessures werd hij door bondscoach Domenico Tedesco samen met Samuel Mbangula toegevoegd aan de selectie. Op 17 november 2024 debuteerde hij tegen Israël. Hij mocht hij in de laatste minuut invallen voor Ameen Al-Dakhil. België ging met 1-0 ten onder. Ook Matte Smets en Norman Bassette vierden hun debuut in deze wedstrijd.

## Interlands
| Interlands van Killian Sardella voor België | Interlands van Killian Sardella voor België | Interlands van Killian Sardella voor België | Interlands van Killian Sardella voor België | Interlands van Killian Sardella voor België | Interlands van Killian Sardella voor België |
| No.                                         | Datum                                       | Wedstrijd                                   | Uitslag                                     | Soort Wedstrijd                             | Doelpunten                                  |
| Als speler bij RSC Anderlecht               | Als speler bij RSC Anderlecht               | Als speler bij RSC Anderlecht               | Als speler bij RSC Anderlecht               | Als speler bij RSC Anderlecht               | Als speler bij RSC Anderlecht               |
| ------------------------------------------- | ------------------------------------------- | ------------------------------------------- | ------------------------------------------- | ------------------------------------------- | ------------------------------------------- |
| 1.                                          | 17 november 2024                            | Israël – België                             | 1 – 0                                       | UEFA Nations League 2024/25                 | -                                           |
| Totaal                                      | Totaal                                      | Totaal                                      | Totaal                                      | Totaal                                      | 0                                           |

Bijgewerkt t/m 17 oktober 2024.